# Tân Dương, Định Hóa
Tân Dương là một xã thuộc huyện Định Hóa, tỉnh Thái Nguyên, Việt Nam.

## Địa lý
Xã Tân Dương nằm ở phía đông bắc huyện Định Hóa, có vị trí địa lý:
- Phía đông giáp huyện Phú Lương
- Phía tây giáp thị trấn Chợ Chu và xã Kim Phượng
- Phía nam giáp huyện Phú Lương và xã Phượng Tiến
- Phía bắc giáp xã Tân Thịnh.

Xã Tân Dương có diện tích 21,00 km², dân số là 3100 người, mật độ dân số đạt 148 người/km².
Xã nằm trên tuyến đường liên xã Tân Dương - Phượng Tiến - Trung Hội và có dòng sông Chợ Chu chảy qua, đây là đoạn sông lớn nhất trên địa bàn huyện Định Hóa.

## Lịch sử
Sau năm 1975, Tân Dương là một xã thuộc huyện Định Hóa.
Đến năm 2019, xã Tân Dương được chia thành 18 xóm: 1, 2, 3, 4, 5A, 5B, 6, 7, Chúng, Tả, Kèn, Nà Mạ, Nà Chạng, Cút, Tân Phương, Làng Bẩy, Cóc, Chàng.
Ngày 11 tháng 12 năm 2019, sáp nhập hai xóm 1 và 2 thành xóm Tân Tiến 1, sáp nhập hai xóm 3 và 4 thành xóm Tân Tiến 2, sáp nhập hai xóm 5A và 5B thành xóm Tân Tiến 3, sáp nhập hai xóm 6 và 7 thành xóm Tân Tiến 4, sáp nhập hai xóm Chúng và Tả thành xóm Hợp Thành, sáp nhập ba xóm Kèn, Nà Mạ, Nà Chạng thành xóm Kèn Dương, sáp nhập hai xóm Cút và Tân Phương thành xóm Tân Hợp, đổi tên xóm Chàng thành xóm Tràng, đổi tên xóm Cóc thành xóm Coóc.

## Hành chính
Xã Tân Dương được chia thành 10 xóm: Coóc, Kèn Dương, Hợp Thành, Làng Bẩy, Tân Hợp, Tân Tiến 1, Tân Tiến 2, Tân Tiến 3, Tân Tiến 4, Tràng.